# Sapindus delavayi
Sapindus delavayi är en kinesträdsväxtart som först beskrevs av Adrien René Franchet, och fick sitt nu gällande namn av Ludwig Radlkofer. Sapindus delavayi ingår i släktet Sapindus och familjen kinesträdsväxter. Inga underarter finns listade i Catalogue of Life.